# Copaxa miranda
Copaxa miranda är en fjärilsart som beskrevs av Lemaire 1971. Copaxa miranda ingår i släktet Copaxa och familjen påfågelsspinnare. Inga underarter finns listade i Catalogue of Life.